# Николай Пешалов
Николай Славеев Пешало̀в е български тежкоатлет (щангист), състезаващ се за Хърватия от 2000 г.
След победата на Европейското първенство през 1997 г. в Риека, Хърватия, Пешалов остава в страната и приема гражданство на Хърватия.

## Титли
за България
- Второ място на олимпийски игри – Барселона, 1992
- Трето място на олимпийски игри –  Атланта, 1996
- Трикратен световен шампион
- Второ място в света
- Трето място в света
- Шесткратен европейски шампион
- Двукратен европейски вицешампион
- Световен шампион за юноши
- Второ място в света за юноши
- Двукратен европейски шампион за юноши

за Хърватия
- Първо място на олимпийски игри –  Сидни, 2000
- Трето място на олимпийски игри –  Атина, 2004

Обявен е за спортист на годината на Хърватия през 2000 г. Награден е с хърватската Държавна награда за спорт „Франьо Бучар“ през 2000 година.

## Политика
Кандидатира се с листата на Социалистическата работническа партия на Хърватия в парламентарните избори през 2011 година.